# Membres de l'Ordre du Canada, par ordre alphabétique T
| Nom                             | Ville                       | Province                | Grade     | Année | Occupation |
| Edward John Tabah               | Montréal                    | Québec                  | Membre    | 1993  |            |
| Florence Adelette Tabobondung   | Parry Sound                 | Ontario                 | Membre    | 1988  |            |
| Reginae Mae Tait                | Toronto                     | Ontario                 | Membre    | 2002  |            |
| John Tallon                     | Cornwall                    | Ontario                 | Membre    | 1973  |            |
| Takao Tanabe                    | Parksville                  | Colombie-Britannique    | Membre    | 1999  |            |
| Joseph Manuel Tanenbaum         | Toronto                     | Ontario                 | Membre    | 1995  |            |
| Maurice Tanguay                 | Québec                      | Québec                  | Membre    | 2001  |            |
| Elaine Tanner                   | Ottawa                      | Ontario                 | Officier  | 1969  |            |
| Miyuki Tanobe                   | Saint-Antoine-sur-Richelieu | Québec                  | Membre    | 2002  |            |
| Donald Dougans Tansley          | Stittsville                 | Ontario                 | Membre    | 1999  |            |
| Gordon Robert Tapp              | Rockwood                    | Ontario                 | Membre    | 1997  |            |
| Jean Taranu                     | Montréal                    | Québec                  | Membre    | 1981  |            |
| Peter Stanley Taraska           | Winnipeg                    | Manitoba                | Membre    | 1982  |            |
| Donald K. Tarlton               | Dorval                      | Québec                  | Membre    | 2000  |            |
| Robert Taschereau               | Westmount                   | Québec                  | Compagnon | 1967  |            |
| Antonio Tascona                 | Winnipeg                    | Manitoba                | Membre    | 1996  |            |
| Ronald R. Tasker                | Toronto                     | Ontario                 | Officier  | 2005  |            |
| Roger Tassé                     | Ottawa                      | Ontario                 | Officier  | 1981  |            |
| Yvon-R. Tassé                   | Sillery                     | Québec                  | Membre    | 1993  |            |
| Abdo El Tassi                   | Winnipeg                    | Manitoba                | Membre    |       |            |
| Charles Haskell Tator           | Toronto                     | Ontario                 | Membre    | 1999  |            |
| Alan K. Innes Taylor            | Whitehorse                  | Yukon                   | Membre    | 1976  |            |
| Allan Richard Taylor            | Toronto                     | Ontario                 | Officier  | 1993  |            |
| Andrew Taylor                   | Winnipeg                    | Manitoba                | Officier  | 1986  |            |
| Carole Taylor                   | Vancouver                   | Colombie-Britannique    | Officier  | 2001  |            |
| Charles Taylor                  | Montréal                    | Québec                  | Compagnon | 1995  |            |
| Charles Drury Taylor            | Whitehorse                  | Yukon                   | Membre    | 1990  |            |
| Charles J. Taylor               | Wolfville                   | Nouvelle-Écosse         | Membre    | 2003  |            |
| Claude I. Taylor                | Montréal                    | Québec                  | Officier  | 1986  |            |
| F. Elva Taylor                  | Edmonton                    | Alberta                 | Membre    | 1991  |            |
| Hugh A. Taylor                  | Victoria                    | Colombie-Britannique    | Officier  | 1990  |            |
| J. Allyn Taylor                 | London                      | Ontario                 | Officier  | 1980  |            |
| James Hutchings Taylor          | Ottawa                      | Ontario                 | Officier  | 1997  |            |
| Kathleen Ivy Taylor             | Wainwright                  | Alberta                 | Membre    | 1986  |            |
| Kenneth Wiffen Taylor           | Deep River                  | Ontario                 | Officier  | 1967  |            |
| Eric Lawrence Teed              | Saint John                  | Nouveau-Brunswick       | Officier  | 1987  |            |
| Henri Tellier                   | Ottawa                      | Ontario                 | Membre    | 1986  |            |
| Paul M. Tellier                 | Montréal                    | Québec                  | Compagnon | 1992  |            |
| Edith E. Temple                 | Sainte-Anne-de-Bellevue     | Québec                  | Membre    | 1983  |            |
| Carson Templeton                | Victoria                    | Colombie-Britannique    | Officier  | 1978  |            |
| Howard E. Tennant               | Lethbridge                  | Alberta                 | Membre    | 2003  |            |
| Mark Tennant                    | Calgary                     | Alberta                 | Membre    | 1981  |            |
| Veronica Tennant                | Toronto                     | Ontario                 | Compagnon | 1975  |            |
| William Teron                   | Kanata                      | Ontario                 | Officier  | 1982  |            |
| George Terry                    | Moose Jaw                   | Saskatchewan            | Membre    | 1997  |            |
| Frederick M. Tessier            | Grand Bank                  | Terre-Neuve-et-Labrador | Membre    | 1974  |            |
| Judy Tethong                    | Victoria                    | Colombie-Britannique    | Membre    | 1976  |            |
| William Aubrey Tetley           | Montréal                    | Québec                  | Membre    | 1995  |            |
| Pierre Théberge                 | Ottawa                      | Ontario                 | Officier  | 2000  |            |
| France Théoret                  | Montréal                    | Québec                  | Membre    | 2000  |            |
| Lionel Théoret                  | Laval                       | Québec                  | Membre    | 2002  |            |
| Yves Thériault                  | Rawdon                      | Québec                  | Officier  | 1975  |            |
| Francine Thibeault              | Baie-Saint-Paul             | Québec                  | Membre    | 1989  |            |
| Gordon G. Thiessen              | Ottawa                      | Ontario                 | Officier  | 2002  |            |
| Madeleine Thivierge             | Québec                      | Québec                  | Membre    | 1976  |            |
| Henry G. Thode                  | Dundas                      | Ontario                 | Compagnon | 1967  |            |
| Bing Thom                       | Vancouver                   | Colombie-Britannique    | Membre    | 1995  |            |
| Linda Thom                      | Ottawa                      | Ontario                 | Membre    | 1985  |            |
| Ronald J. Thom                  | Toronto                     | Ontario                 | Officier  | 1980  |            |
| Alan Miller Thomas              | Toronto                     | Ontario                 | Membre    | 1982  |            |
| Gordon W. Thomas                | Mabou                       | Nouvelle-Écosse         | Officier  | 1970  |            |
| Lewis H. Thomas                 | Regina                      | Saskatchewan            | Membre    | 1983  |            |
| M.A. Thomas                     | Vancouver                   | Colombie-Britannique    | Membre    |       |            |
| Harvey V. Thommasen             | Masset                      | Colombie-Britannique    | Membre    |       |            |
| Charles Alexander Thompson      | London                      | Ontario                 | Membre    | 1996  |            |
| Douglas Thompson                | Assiniboia                  | Saskatchewan            | Membre    | 1993  |            |
| Gwen Thompson                   | Vancouver                   | Colombie-Britannique    | Membre    | 2003  |            |
| Judith Clare Thompson           | Toronto                     | Ontario                 | Officier  | 2005  |            |
| Margaret W. Thompson            | Toronto                     | Ontario                 | Membre    | 1988  |            |
| Robert Norman Thompson          | Fort Langley                | Colombie-Britannique    | Officier  | 1990  |            |
| W.P. Thompson                   | Saskatoon                   | Saskatchewan            | Compagnon | 1967  |            |
| Murray McCheyne Thomson         | Ottawa                      | Ontario                 | Officier  | 2001  |            |
| Ray J. Thomson                  | Sudbury                     | Ontario                 | Membre    | 1987  |            |
| Richard Murray Thomson          | Toronto                     | Ontario                 | Officier  | 1998  |            |
| Shirley L. Thomson              | Ottawa                      | Ontario                 | Compagnon | 1993  |            |
| Paul Enrik Thorbjorn Thorlakson | Winnipeg                    | Manitoba                | Compagnon | 1970  |            |
| Robert Henry Thorlakson         | Headingley                  | Manitoba                | Officier  | 1996  |            |
| LeRoy A. Thorssen               | Calgary                     | Alberta                 | Membre    | 1983  |            |
| R. Thorsteinsson                | Calgary                     | Alberta                 | Officier  | 1983  |            |
| Arthur Louis Thurlow            | Ottawa                      | Ontario                 | Officier  | 1992  |            |
| Frank Russell Thurston          | Ottawa                      | Ontario                 | Officier  | 1982  |            |
| Walter B. Tilden                | Toronto                     | Ontario                 | Membre    | 1995  |            |
| James Edgar Till                | Toronto                     | Ontario                 | Officier  | 1993  |            |
| Clarence Tillenius              | Winnipeg                    | Manitoba                | Membre    | 2005  |            |
| A. Ross Tilley                  | Toronto                     | Ontario                 | Membre    | 1981  |            |
| Mabel Timlin                    | Saskatoon                   | Saskatchewan            | Membre    | 1976  |            |
| Dorothy Elizabeth Timpany       | Falmouth                    | Nouvelle-Écosse         | Membre    | 1982  |            |
| Nena J. Timperley               | Edmonton                    | Alberta                 | Membre    | 1982  |            |
| Myrtle E. Tincombe              | Lachine                     | Québec                  | Membre    | 1978  |            |
| Ann Tindal                      | Toronto                     | Ontario                 | Membre    | 1986  |            |
| Georg Tintner                   | Halifax                     | Nouvelle-Écosse         | Membre    | 1998  |            |
| Michelle Ahern Tisseyre         | Montréal                    | Québec                  | Officier  | 1976  |            |
| Pierre Tisseyre                 | Westmount                   | Québec                  | Officier  | 1978  |            |
| John Hebden Todd                | Victoria                    | Colombie-Britannique    | Membre    | 1999  |            |
| Joseph W. Tomecko               | Burlington                  | Ontario                 | Membre    | 1978  |            |
| Richard H. Tomlinson            | Hamilton                    | Ontario                 | Officier  | 2003  |            |
| Roger F. Tomlinson              | Ottawa                      | Ontario                 | Membre    | 2001  |            |
| Tommy Tompkins                  | Prince George               | Colombie-Britannique    | Membre    | 1974  |            |
| Vance Toner                     | Riverview                   | Nouveau-Brunswick       | Membre    | 1997  |            |
| Jacques G. de Tonnancour        | Outremont                   | Québec                  | Officier  | 1979  |            |
| Gordon Tootoosis                | Cut Knife                   | Saskatchewan            | Membre    | 2004  |            |
| John B. Tootoosis               | Cut Knife                   | Saskatchewan            | Membre    | 1986  |            |
| Herman Geiger Torel             | Toronto                     | Ontario                 | Officier  | 1969  |            |
| Jean Arnold Tory                | Toronto                     | Ontario                 | Membre    | 1981  |            |
| Rémi Tougas                     | Saint-Lambert               | Québec                  | Officier  | 1987  |            |
| Guy Toupin                      | Montréal                    | Québec                  | Membre    | 1978  |            |
| Huguette Tourangeau             | Montréal                    | Québec                  | Membre    | 1997  |            |
| Claude Tousignant               | Outremont                   | Québec                  | Officier  | 1976  |            |
| Vincent Massey Tovell           | Toronto                     | Ontario                 | Officier  | 2003  |            |
| Peter Milburn Towe              | Ottawa                      | Ontario                 | Officier  | 1994  |            |
| Graham F. Towers                | Ottawa                      | Ontario                 | Compagnon | 1969  |            |
| Harold B. Town                  | Toronto                     | Ontario                 | Officier  | 1968  |            |
| Adele Townshend                 | Souris                      | Île-du-Prince-Édouard   | Membre    | 1983  |            |
| William Toye                    | Toronto                     | Ontario                 | Membre    | 1993  |            |
| Edward Timothy Tozer            | Vancouver                   | Colombie-Britannique    | Membre    | 1993  |            |
| André G. Trahan                 | Saint-Maurice               | Québec                  | Membre    | 1989  |            |
| Ethlyn Trapp                    | West Vancouver              | Colombie-Britannique    | Officier  | 1968  |            |
| M. Eileen Travis                | Saint John                  | Nouveau-Brunswick       | Membre    | 2004  |            |
| Donald Graham Tremaine          | Dartmouth                   | Nouvelle-Écosse         | Membre    | 1994  |            |
| Adine Tremblay                  | Ottawa                      | Ontario                 | Membre    | 1974  |            |
| Alfred Tremblay                 | Courville                   | Québec                  | Officier  | 1972  |            |
| Antonio Tremblay                | Ottawa                      | Ontario                 | Membre    | 1974  |            |
| Arthur Tremblay                 | Québec                      | Québec                  | Officier  | 1976  |            |
| Eveline Tremblay                | Lévis                       | Québec                  | Membre    | 2000  |            |
| Gérald R. Tremblay              | Montréal                    | Québec                  | Membre    | 2003  |            |
| Jean-Noël Tremblay              | Lévis                       | Québec                  | Membre    | 1990  |            |
| Marc-Adélard Tremblay           | Sainte-Foy                  | Québec                  | Officier  | 1980  |            |
| Paul-Gaston Tremblay            | Chicoutimi                  | Québec                  | Membre    | 1982  |            |
| Pierre Tremblay                 | Sainte-Foy                  | Québec                  | Officier  | 1998  |            |
| Rosario Tremblay                | Lévis                       | Québec                  | Membre    | 1997  |            |
| Thomas Tremblay                 | Québec                      | Québec                  | Officier  |       |            |
| Victor Tremblay                 | Chicoutimi                  | Québec                  | Membre    | 1979  |            |
| Marcelle B. Trépanier           | Valleyfield                 | Québec                  | Membre    | 1980  |            |
| James Trifunov                  | Winnipeg                    | Manitoba                | Membre    | 1981  |            |
| Bruce Graham Trigger            | Montréal                    | Québec                  | Officier  | 2005  |            |
| Peter Troake                    | Twillingate                 | Terre-Neuve-et-Labrador | Membre    | 1987  |            |
| Margaret Trott                  | Saint-Albert                | Alberta                 | Membre    | 1980  |            |
| Pierre Elliott Trudeau          | Montréal                    | Québec                  | Compagnon | 1985  |            |
| Yves Trudeau                    | Montréal                    | Québec                  | Membre    | 1995  |            |
| Marcel Trudel                   | Boucherville                | Québec                  | Officier  | 1971  |            |
| Albert W. Trueman               | Ottawa                      | Ontario                 | Officier  | 1974  |            |
| Peter Trueman                   | Stella                      | Ontario                 | Officier  | 2001  |            |
| Christos Michael Tsoukas        | Westmount                   | Québec                  | Membre    | 1999  |            |
| Marguerite Grace Tucker         | Richmond                    | Colombie-Britannique    | Membre    | 1986  |            |
| Otto Tucker                     | Saint-Jean                  | Terre-Neuve-et-Labrador | Membre    |       |            |
| Walter B. Tucker                | Ottawa                      | Ontario                 | Membre    | 1983  |            |
| Édith Comeau-Tufts              | Saulnierville               | Nouvelle-Écosse         | Membre    | 1977  |            |
| Geoffrey H. Tullidge            | Vancouver                   | Colombie-Britannique    | Membre    | 1983  |            |
| Endel Tulving                   | Toronto                     | Ontario                 | Officier  |       |            |
| Gilles A. Turcot                | Magog                       | Québec                  | Membre    | 2001  |            |
| Jacques Turcot                  | Sillery                     | Québec                  | Officier  | 1974  |            |
| Lucien Turcotte                 | Québec                      | Québec                  | Membre    | 1989  |            |
| Ronald Turcotte                 | Drummond                    | Nouveau-Brunswick       | Membre    | 1973  |            |
| Serge Turgeon                   | Montréal                    | Québec                  | Membre    | 2003  |            |
| W.F.A. Turgeon                  | Prince Albert               | Saskatchewan            | Officier  | 1967  |            |
| John C. Turnbull                | North York                  | Ontario                 | Membre    | 1975  |            |
| Edward K. Turner                | Regina                      | Saskatchewan            | Membre    | 1990  |            |
| John Napier Turner              | Toronto                     | Ontario                 | Compagnon | 1994  |            |
| Robert Turner                   | Winnipeg                    | Manitoba                | Membre    | 2002  |            |
| William Charles Turner          | Victoria                    | Colombie-Britannique    | Membre    |       |            |
| William Ian Mackenzie Turner    | Westmount                   | Québec                  | Membre    | 1986  |            |
| John Wilfred Turvey             | Comox                       | Colombie-Britannique    | Membre    | 2005  |            |
| William Thomas Tutte            | Waterloo                    | Ontario                 | Officier  | 2000  |            |
| Paul J. Tuz                     | Toronto                     | Ontario                 | Membre    | 1979  |            |
| William O. Twaits               | Toronto                     | Ontario                 | Compagnon | 1973  |            |
| Tommy Tweed                     | Toronto                     | Ontario                 | Officier  | 1971  |            |
| Reginald E. Tweeddale           | Fredericton                 | Nouveau-Brunswick       | Membre    | 1987  |            |
| George Joseph Tweedy            | Charlottetown               | Île-du-Prince-Édouard   | Membre    | 1976  |            |
| D. Lorne J. Tyrrell             | Edmonton                    | Alberta                 | Officier  | 2002  |            |
| Ian Tyson                       | High River                  | Alberta                 | Membre    | 1994  |            |
| Sylvia Tyson                    | Toronto                     | Ontario                 | Membre    | 1994  |            |
| Wah Jun Tze                     | Vancouver                   | Colombie-Britannique    | Membre    | 1994  |            |